# Ballitore
Ballitore (iriska: Béal Atha an Tuair) är en ort i republiken Irland.   Den ligger i grevskapet Kildare och provinsen Leinster, i den centrala delen av landet, 50 km sydväst om huvudstaden Dublin. Ballitore ligger 96 meter över havet och antalet invånare är 685.
Terrängen runt Ballitore är platt, och sluttar västerut. Runt Ballitore är det ganska tätbefolkat, med 62 invånare per kvadratkilometer. Närmaste större samhälle är Carlow, 19,8 km söder om Ballitore. Trakten runt Ballitore består i huvudsak av gräsmarker.